# Axintele
Axintele é uma comuna romena localizada no distrito de Ialomiţa, na região de Muntênia. A comuna possui uma área de 121.72 km² e sua população era de 2509 habitantes segundo o censo de 2007.